# فام نات وانگ
فام نات وانگ (انگلیسی: Phạm Nhật Vượng; ۵ اوت ۱۹۶۸) کارآفرین و سرمایه‌دار اهل ویتنام است، که با دارایی بالغ بر ۷ میلیارد دلار، بعنوان ثروتمندترین فرد ویتنام شناخته می‌شود.